# Centaurea demirkapiensis
Centaurea demirkapiensis — вид квіткових рослин айстрових (Asteraceae). Ендемік Північної Македонії.